# Jerry McNerney
Gerald McNerney, detto Jerry (Albuquerque, 18 giugno 1951), è un politico e ingegnere statunitense, membro della Camera dei Rappresentanti per lo stato della California dal 2007 al 2023.

## Biografia
Nato ad Albuquerque, McNerney frequentò l'Accademia Militare degli Stati Uniti a West Point. Si iscrisse poi all'Università del Nuovo Messico, dove si laureò in matematica.
Divenuto ingegnere, collaborò dapprima con i Sandia National Laboratories e poi con la Pacific Gas and Electric Company, per poi divenire amministratore delegato di una compagnia produttrice di turbine eoliche.
Nel 2004 McNerney aderì al Partito Democratico e si candidò alla Camera dei Rappresentanti sfidando il repubblicano in carica Richard Pombo. McNerney perse le elezioni con un ampio margine, ma nel 2006 riprovò a fronteggiare Pombo e stavolta lo sconfisse, aggiudicandosi il seggio. Dopo quella volta, McNerney fu rieletto senza sostanziali problemi fino al suo ritiro dal Congresso nel 2023.
Jerry McNerney è sposato e ha tre figli.